# Резная улица
Резна́я улица — улица в Петроградском районе Санкт-Петербурга. Проходит от Глухой Зелениной улицы до набережной Адмирала Лазарева. К улице примыкает Резной переулок.

## История
С 1798 года носила название Средняя Зелейная улица, по находившейся здесь Зелейной Слободе, в которой жили рабочие Зелейного (порохового) завода.
Современное название известно с 1836 года в форме Резной переулок № 1. Оно не связано с глаголом «резать», и возникло в результате искажения фамилии домовладельца фон Ризена.
С 1883 года носит современную форму написания Резная улица. После переименования Резного переулка № 1 в Резную улицу Резной переулок № 2 стал просто Резным переулком.

## Достопримечательности
- Дом № 15 (Резной переулок, д. № 4) — доходный дом, построен в 1902-1903 годах, арх. А. К. Голосуев.
- Дом № 18 (Набережная Адмирала Лазарева, д. № 10) — особняк Глуховского (Зиновьева). Бывший особняк генерал-лейтенанта А. И. Глуховского, построен в 1810 году[2].  Объект культурного наследия № 7810351000№ 7810351000